# Папужка-пігмей бронзовощокий
Папужка-пігмей бронзовощокий (Micropsitta geelvinkiana) — вид папуг з родини Psittaculidae. Ендемік Індонезії.

## Назва
Вид geelvinkiana названо на честь затоки Гелвінк (сучасна назва Чендравасіх), де він поширений.

## Поширення
Вид поширений на двох невеликих островах Біак і Нумфор біля узбережжя Західної Нової Гвінеї. Він обмежений низовинами, зазвичай, до 150 метрів над рівнем моря, але може зустрічатися до 400 м. Трапляється в тропічних дощових лісах, вторинних лісах і садах.

## Підвиди
Виділяють два підвиди:
- Micropsitta geelvinkiana geelvinkiana (Schlegel) 1871 , о. Нумфор;
- Micropsitta geelvinkiana misoriensis (Salvadori) 1876, о. Біак.

## Опис
Довжина тіла близько 9 см; маса тіла 13–17 г. Більша частина оперення зелена, але лоб і тім'я темно-сині з жовтою дугою на дужці, горло коричнево-блакитне, середина нижньої частини грудей і підхвістя жовті. У самиці відсутня жовта дуга на потилиці, нижні частини зелені, а голова тьмяніша. У підвиду misoriensis лоб і тім'я коричневі.